# Équipe d'Italie de football en 2010
L'équipe d'Italie de football participe en 2010 à la Coupe du monde de football 2010 en Afrique du Sud et aux Éliminatoires du championnat d'Europe de football 2012. 

## Les matchs
| Match amical | Italie | 0 – 0 | Cameroun | Stade Louis-II, Monaco |
| 3 mars 2010  |        |       |          |                        |

| Match amical | Italie | 1 – 2 | Mexique | Brussel, Monaco |
| 3 juin 2010  |        |       |         |                 |

| Match amical | Italie | 1 – 1 | Suisse | Stade de Genève, Genève |
| 5 juin 2010  |        |       |        |                         |

| Coupe du monde 2010                                      | Italie | 1 – 1 | Paraguay | Cape Town Stadium Le Cap, Afrique du Sud |
| 14 juin 2010 · 20:30 (UTC+2) · Historique des rencontres |        |       |          |                                          |

| Coupe du monde 2010        | Italie | 1 – 1 | Nouvelle-Zélande | Mbombela Stadium Nelspruit, Afrique du Sud |
| 20 juin 2010 16:00 (UTC+2) |        |       |                  |                                            |

| Coupe du monde 2010        | Slovaquie | 3 - 2 | Italie | Ellis Park Stadium Johannesburg, Afrique du Sud |
| 24 juin 2010 16:00 (UTC+2) |           |       |        |                                                 |

Les dates des rencontres pour les Éliminatoires du championnat d'Europe de football 2012 n'ont pas encore été réparties. À cette occasion, l'Italie jouera dans le groupe C : 
| Rang | Équipe          | Pts | J | G | N | P | Bp | Bc | Diff |  | Résultats (▼ dom., ► ext.) |   |   |   |   |   |   |
| ---- | --------------- | --- | - | - | - | - | -- | -- | ---- |  | -------------------------- | - | - | - | - | - | - |
| 1    | Italie          |     |   |   |   |   |    |    |      |  | Italie                     |   | - | - | - | - | - |
| 2    | Serbie          |     |   |   |   |   |    |    |      |  | Serbie                     | - |   | - | - | - | - |
| 3    | Irlande du Nord |     |   |   |   |   |    |    |      |  | Irlande du Nord            | - | - |   | - | - | - |
| 4    | Slovénie        |     |   |   |   |   |    |    |      |  | Slovénie                   | - | - | - |   | - | - |
| 5    | Estonie         |     |   |   |   |   |    |    |      |  | Estonie                    | - | - | - | - |   | - |
| 6    | Îles Féroé      |     |   |   |   |   |    |    |      |  | Îles Féroé                 | - | - | - | - | - |   |